# Medolla
Medolla (emilián nyelven Mdóla) település Olaszországban, Emilia-Romagna régióban, Modena megyében. Lakosainak száma 6438 fő (2023. január 1.). Medolla Bomporto, Camposanto, Cavezzo, Mirandola, San Felice sul Panaro és San Prospero községekkel határos.

## Népesség
A település lakossága az elmúlt években az alábbi módon változott:
| Lakosok száma | 6270 | 6253 | 6438 |
|               | 2017 | 2018 | 2023 |